# Menace to Society (film)
Pour les articles homonymes, voir Menace to Society.
Pour plus de détails, voir Fiche technique et Distribution.
Menace to Society (ou Menace II Society selon la graphie de l'affiche) est un film américain réalisé par Albert et Allen Hughes sorti en 1993.
L'histoire se passe un an après les émeutes du quartier afro-américain de Watts, en 1992. Caine et son ami O-Dog, deux jeunes Afro-américains, entrent dans une épicerie au coin d'une rue, tenu par des Coréens, pour acheter de la bière. La commerçante coréenne et son mari les observent de manière suspicieuse car O-Dog commence à boire la bière avant de l'avoir payée. O-Dog reproche violemment au couple d'être méfiant uniquement parce qu'ils sont deux noirs dans leur magasin. Caine' et O-Dog paient leurs boissons et s'apprêtent à quitter les lieux, tout en étant agressif, lorsque le commerçant lance à l'attention de O-Dog un "Je plains ta mère". Le jeune homme devient fou et l'abat avec son arme à feu. Puis il se rue sur la femme, lui extirpe la cassette de vidéo surveillance et l'abat à son tour avant de faire main basse sur la caisse du magasin. Caine, tétanisé par la scène, s'enfuit mais il est désormais complice d'un double meurtre et de vol à main armée… C'est le début de la lente et inexorable chute du jeune homme.
Il a gagné un statut de film culte pour ses nombreuses scènes de violences, ses dialogues crus, sa bande-originale gangsta rap et ses messages préventifs. On y découvre les divers aspects de la vie des minorités noires et pauvres de Los Angeles : trafic de drogue, soirées à trainer sans but, violence urbaine et manque de perspective pour ces jeunes.

## Synopsis
Le film commence sur un reportage de l'époque sur les émeutes du quartier noir de Watts à Los Angeles et sur la violence de la répression policière sur la minorité noire de 1965. Les conséquences se font sentir vingt-sept ans plus tard. Le film se passe un an après les émeutes de Watts en 1992. Le film se base sur un constat que la jeunesse de la minorité afro-américaine, qui ne représente que 16 % de la population totale, est surreprésentée dans les statistiques de la délinquance, environ 42 %.
Menace II Society suit la vie de Kaydee Lawson, un jeune homme de 18 ans surnommé Caine. Depuis la mort de ses parents, quand il était encore enfant, il vit chez ses grands-parents, qui tentent de lui inculquer des valeurs d'humilité et de respect inspirées de la bible. Caine va au lycée et est plutôt bon élève, ce qui lui permet de décrocher son diplôme. Parallèlement à cela, il est aussi un délinquant accompli dans le trafic de drogue. Il a appris cette activité criminelle avec son mentor, ami de son père, Pernell. Ce dernier est en prison. Caine aide donc financièrement son ex-petite amie (Ronnie) et son enfant (Anthony). Caine fréquente la plupart du temps Kevin alias O-Dog, un adolescent impulsif, au comportement criminel ultra violent et inconscient de ses actes. La petite bande d'amis est composée également de A-Wax, Stacey, Sharif et Harold. Chacun représente à sa façon la communauté noire des ghettos américains. A-Wax est le gangster qui survit grâce au crime, Sharif est l'ancien délinquant converti à l'islam et qui cherche à convertir d'autres âmes en peine, Harold est le père de famille qui travaille mais qui continue à rester avec ses copains de quartier et Stacey, le sportif de la bande. Chacun cherche à sortir de sa condition comme il peut.
Après une soirée, Caine et son cousin se font braquer leur voiture. Durant l'attaque, Caine reçoit deux balles dans le corps et son cousin est abattu et meurt sur le coup. Les braqueurs s'enfuient et les copains de Caine, ayant entendu les coups de feu arrivent immédiatement. Caine est emmené à l'hôpital tandis que Sharif veille sur le corps de son cousin avant l'arrivée des secours.
Après quelques semaines, Caine se rétablit doucement. Il veut absolument se venger de son agression et de la mort de son cousin. A-Wax arrive à les localiser. Caine, O-Dog et A-Wax se préparent pour un « 187 » (un assassinat). Un soir, la petite bande piège l'autre bande de braqueurs sur un parking et les abat tous un par un.
Quelques semaines plus tard, Caine et O-Dog sont engagés par un garagiste véreux pour voler une Nissan Maxima noire de 1990. Il la trouve et la vole dans un parking couvert mais ils sont interpellés par la police. O-Dog est relâché avec un avertissement car il est mineur mais Caine, âgé de 18 ans, est traité comme un adulte. La police tente de faire le lien avec lui pour les assassinats des commerçants du drugstore mais manquant de preuves ils le relâchent. Il achète plus tard une Ford Mustang 5.0 volée à un receleur et braque un jeune à un drive-in pour lui prendre ses jantes, ses bijoux, son tatoo (pager), sa radio et il le force à commander un double burger avec du fromage.
Caine apprécie de plus en plus sa vie de voyou avec les gars de son quartier, il rencontre une fille du nom Ilena, ils font l'amour et il la met enceinte.
La nuit suivante, Caine et Sharif sont arrêtés et agressés par des policiers racistes. Après leurs agressions, les policiers les laissent en plein territoire des gangs latino en espérant qu'ils se feront tuer par ces derniers. Cependant, les gens du quartier montrent de la compassion à leur encontre et emmènent Caine et Sharif à l'hôpital.
Ronnie rend visite à Caine et lui annonce qu'elle a trouvé un travail à Atlanta et l'invite à venir avec elle. Caine décide de réfléchir. Une semaine plus tard, lors d'une fête pour célébrer le départ de Ronnie, Sharif et Stacey, Caine dit à Ronnie qu'il accepte sa proposition de l'accompagner à Atlanta et ils font l'amour. Juste après, une connaissance, Chauncy, tente d'avoir une relation forcée avec Ronnie. Caine prend la défense de Ronnie en frappant avec la crosse du pistolet Glock 17 de O-Dog. Plus tard dans la nuit, Ilena appelle Caine et lui annonce qu'elle est enceinte. Caine l'accuse de mentir et raccroche. À la suite de l'agression de Caine sur Chauncy, ce dernier se venge en appelant la police et envoie une copie de la cassette de la vidéo surveillance du braquage de la supérette. Caine et O-Dog sont maintenant recherchés pour meurtres.
Ronnie et Caine rendent visite à Pernell en prison, qui donne sa bénédiction au couple pour refaire leurs vies et de s'occuper de son fils, Anthony. Plus tard dans la journée, le cousin d'Ilena vient demander des explications à Caine, l'explication dégénère et le cousin se retrouve frappé, à terre, presque à mort et devant les grands-parents de Caine. Ces derniers jettent Caine dehors.
Deux semaines plus tard, à la maison de Ronnie, Caine, Ronnie, Stacey et Sharif sont sur le point de quitter L.A. quand le cousin d'Ilena, à la tête d'un gang, décide de se venger : il abat Sharif et blesse mortellement Caine qui protège Anthony dans ses bras. Caine meurt dans les bras de son ami, Stacey.

## Fiche technique
- Titre original : Menace II Society
- Réalisation : Albert et Allen Hughes
- Scénario : Albert Hughes, Allen Hughes et Tyger Williams
- Décors : Penny Barrett
- Costumes : Sylvia Vega-Vasquez
- Photographie : Lisa Rinzler
- Montage : Christopher Koefoed
- Musique : Quincy Jones III
- Production : Darin Scott
- Société de production : New Line Cinema
- Distributeurs :
  - New Line Cinema (États-Unis)
  - Polygram Filmed Entertainment (Belgique)
  - UGC Distribution (France)
- Budget : 3,5 millions de dollars (2 634 100 EUR)
- Pays d'origine :  États-Unis
- Langue : anglais
- Format : couleurs - 1,85:1 - Dolby - 35 mm
- Genre : drame, thriller
- Durée : 97 minutes
- Dates de sortie : 
  - États-Unis : 26 mai 1993
  - France : 5 janvier 1994
- Classification :
  - États-Unis : R « for strong violence, drug use and language »[3]
  - France : interdit aux moins de 16 ans

## Distribution
- Tyrin Turner (VF : Serge Faliu) : Caine « Kaydee » Lawson
- Larenz Tate (VF : Damien Boisseau) : Kevin « O-Dog » Anderson
- Samuel L. Jackson (VF : Tola Koukoui) : Tat Lawson
- Anthony Johnson (VF : Richard Darbois) : Tony
- Brandon Hammond (en) (VF : Hervé Grull) : Caine, à l'âge de 5 ans
- Glenn Plummer (VF : Patrick Laplace) : Pernell
- Reginald Ballard (VF : Bertrand Arnaud) : Clyde
- Khandi Alexander : Karen Lawson
- Jullian Roy Doster (VF : Hervé Grull) : Anthony
- Jada Pinkett (VF : Magaly Berdy) : Ronnie
- Marilyn Coleman (VF : Anne Ludovik) : Grandmama
- Arnold Johnson (VF : Jean Michaud) : Grandpapa
- Saafir (VF : Éric Missoffe) : Harold Lawson
- MC Eiht (VF : Tanguy Goasdoué) : A-Wax
- Vonte Sweet (VF : Mathias Kozlowski) : Sharif Butler
- Ryan Williams (VF : Pierre Tessier) : Stacey
- Cynthia Calhoun (VF : Hélène Chanson) : Jackee
- Clifton Powell (VF : Vincent Violette) : Chauncy
- Dwayne Barnes (VF : Daniel Lafourcade) : Basehead, l'accro au crack
- Dave Kirsch (VF : Jean-François Vlérick) : Nick, l'assureur
- Bill Duke (VF : Mario Santini) : l'officier interrogateur
- Martin Davis : le gars braqué par Caine
- Erin Leshawn Wiley (VF : Nathalie Spitzer) : Ilena
- Charles S. Dutton (VF : Christian Peythieu) : M. Butler
- Charles J. Grube (VF : Gilbert Levy) : l'officier Fassel
- Mike Kelly (VF : Philippe Vincent) : l'officier Gadd
- Rolando Molina : un hispanique
- Clifton Gonzalez Gonzalez : un hispanique
- Yo-Yo (VF : Dorothée Jemma) : la fille à la fête
- Samuel Monroe Jr. : le cousin d'Ilena

## Production

### Casting
À l'origine, MC Ren devait tenir le rôle de A-Wax, le rappeur Spice 1 devait jouer Caine et le rappeur Tupac Shakur devait jouer Sharif. Mais ils ont été virés après que Shakur a provoqué des problèmes sur le plateau de tournage. À la suite de leurs renvois, six mois plus tard, Shakur agresse Allen Hughes. Tupac est condamné à six mois de prison pour agression et blessures volontaires. Tupac relatera l'incident par la suite avec ces mots : « I hit one of them and he dropped, the other one ran like a bitch ». Shakur ne voulait pas tenir le rôle de Sharif parce qu'il n'était pas d'accord (au regard de l'authenticité d'un tel rôle) qu'un musulman soit un membre de gang. Il l'explique lors d'une interview[réf. nécessaire] :
« I said okay, cool... fire me from this 100 000 $ movie, because I ain't goin' play no gangbanger who's a Muslim. There ain't no such thing (as that), I refuse to play parts that don't exist. I will be a young nigga, but will be a real young nigga » .
Tupac voulait jouer O-Dog mais il sera remplacé respectivement par Larenz Tate et Tyrin Turner.

### Bande originale
| No  | Titre                                     | Auteur                       | Samples                                                                       | Durée |
| --- | ----------------------------------------- | ---------------------------- | ----------------------------------------------------------------------------- | ----- |
| 1.  | Nigga Gots No Heart                       | Spice-1                      |                                                                               | 3:07  |
| 2.  | Streiht Up Menace                         | MC Eiht                      | N.T. de Kool & the Gang Night Crawler de Bob James                            | 4:36  |
| 3.  | Packin' a Gun                             | Ant Banks                    | Boyz N Da Hood de Eazy-E                                                      | 4:01  |
| 4.  | Top of the World                          | Kenya Gruv                   | Packet Reprise de Digital Underground                                         | 4:04  |
| 5.  | Only the Strong Survive                   | Too $hort                    |                                                                               | 5:06  |
| 6.  | All Over a Ho                             | Mz. Kilo, Cold 187um, Kokane |                                                                               | 5:58  |
| 7.  | Guerillas Ain't Gangstas                  | Da Lench Mob                 | Welcome to the Terrordome de Public Enemy                                     | 4:09  |
| 8.  | You Been Played                           | Smooth                       |                                                                               | 4:20  |
| 9.  | Lick Dem Muthaphuckas                     | Brand Nubian                 | I Forgot to Be Your Lover de William Bell                                     | 3:20  |
| 10. | Death Becomes You                         | Pete Rock & CL Smooth        | H.N.I.C. de Clifford Jordan                                                   | 4:12  |
| 11. | Unconditional Love                        | Hi-Five                      |                                                                               | 5:04  |
| 12. | “P” Is Still Free                         | Boogie Down Productions      | The Jewel in the Lotus de Bennie Maupin Zungguzungguguzungguzeng de Yellowman | 4:57  |
| 13. | Stop Lookin' at Me                        | The Cutthroats, Guru         |                                                                               | 3:57  |
| 14. | Pocket Full of Stones (Port Arthur Remix) | UGK                          | Give It Away de Red Hot Chili Peppers                                         | 6:13  |
| 15. | Can't Fuck Wit a Nigga                    | DJ Quik, J.F.N., KK          | Word 2 Tha D de AMG Deep de DJ Quik                                           | 3:23  |
| 16. | Trigga Gots No Heart (Bonus Track)        | Spice-1                      |                                                                               | 3:08  |

## Distinctions

### Récompenses
- Spirit Award 1994 de la meilleure photographie.
- MTV Movie Award 1994 du meilleur film

### Nominations
- Independent Spirit Awards 1994 : Meilleur premier film et Meilleur acteur (Tyrin Turner)

## Réception
Menace II Society a dans l'ensemble reçu des critiques favorables, obtenant un pourcentage de 85 %, pour une note moyenne de 7.4⁄10, sur le site Rotten Tomatoes et une moyenne de 76⁄100 sur le site Metacritic.
Le film a également rencontré un succès public en récoltant 27 912 072 dollars de recettes aux États-Unis pour un budget de 3,5 millions de dollars. En France, le film a totalisé 149 413 entrées

## Article annexe
- Psychotrope au cinéma et à la télévision